# RUS Rebecquoise
El R.U.S. Rebecquoise es un club de fútbol belga de la localidad de Rebecq en la provincia del Brabante Valón. Fue fundado en 1930 y tiene la matrícula nº 1614. Actualmente juega en la División 3, quinto nivel del fútbol belga.

## Historia
El club se unió a la Real Asociación Belga de Fútbol en julio de 1930 con el nombre Cercle Sportif Rebecquois. En 1955 el club añade el Royal en el nombre.
El club de fútbol se fusionó con Union Sportive Quenastoise en 1998, que tenía el número de matrícula 6246. El club fusionado continuó jugando bajo el número de matrícula de Rebecq. Se cambió de nombre, ahora sería Royal Union Sportive Rebecquoise.
A principios de la década de 2010, el club empezó a mejorar. Después de varios años en Tercera Provincial, RUS Rebecquoise asciende a Segunda Provincial en 2010. En la siguiente campaña ganaron un lugar en la ronda final, pero no ascendieron. La temporada siguiente, RUS Rebecquoise volvió a llegar a la ronda final y logró ascender. En 2012 , el club avanzó a la Primera Provincial. Después de un año en el grupo medio, también llegaron a la ronda final en 2014 al más alto nivel provincial. Allí derrotaron a KAC Betekom y KFC Eppegem y así ascendieron a la división nacional (Cuarta) por primera vez en la historia del club.
Tras dos temporadas en Cuarta División, Rebecquoise pasó a Tercera División Aficionada en 2016 como consecuencia de las reformas en el sistema del fútbol belga. En su primera temporada, compitió por el título hasta la última jornada. RWDM finalmente ganó por diferencia de goles, pero a través de la ronda final, a Rebecquoise también se le permitió ascender a Segunda División Aficionada.
En la Copa de Bélgica de la temporada 2019/20, Rebecquoise llegó hasta dieciseisavos de final, donde se enfrentó al Cercle Brujas. El equipo valón ganó sorprendentemente por 0-1 en el estadio Jan Breydel de Brujas. En octavos cayeron contra el Standard de Lieja por 0-3.
Tras 7 temporadas en División 2, al final de la campaña 2023/24 queda colista de su grupo y desciende a División 3.

## Temporada a temporada
| Temporada | División | División | División | División | División | División | División | División | División | Denominación                                             | Puntos                                                   | Observaciones                                            |
|           | I        | I        | II       | III      | IV       | P.I      | P.II     | P.III    | P.IV     |                                                          |                                                          |                                                          |
| --------- | -------- | -------- | -------- | -------- | -------- | -------- | -------- | -------- | -------- | -------------------------------------------------------- | -------------------------------------------------------- | -------------------------------------------------------- |
| 2005/06   |          |          |          |          |          |          |          | 14       |          | Tercera prov. Brab                                       | 30                                                       |                                                          |
| 2006/07   |          |          |          |          |          |          |          | 14       |          | Tercera prov. Brab                                       | 26                                                       |                                                          |
| 2007/08   |          |          |          |          |          |          |          | 12       |          | Tercera prov. Brab                                       | 37                                                       |                                                          |
| 2008/09   |          |          |          |          |          |          |          | 12       |          | Tercera prov. Brab                                       | 31                                                       |                                                          |
| 2009/10   |          |          |          |          |          |          |          | 3        |          | Tercera prov. Brab                                       | 59                                                       |                                                          |
| 2010/11   |          |          |          |          |          |          | 2        |          |          | Segunda prov. Brab                                       | 61                                                       | Participación en ronda final de ascenso                  |
| 2011/12   |          |          |          |          |          |          | 3        |          |          | Segunda prov. Brab                                       | 56                                                       | Ascenso al ganar en la ronda final                       |
| 2012/13   |          |          |          |          |          | 7        |          |          |          | Primera prov. Brab                                       | 47                                                       |                                                          |
| 2013/14   |          |          |          |          |          | 3        |          |          |          | Primera prov. Brab                                       | 54                                                       | Ascenso al ganar en la ronda final                       |
| 2014/15   |          |          |          |          | 4        |          |          |          |          | Cuarta B                                                 | 45                                                       |                                                          |
| 2015/16   |          |          |          |          | 6        |          |          |          |          | Cuarta B                                                 | 43                                                       |                                                          |
|           | 1A       | 1B       | 1Am      | 2Am      | 3Am      | P.I      | P.II     | P.III    | P.IV     | desde 2016-17 hay 3 divisiones nacionales y 2 regionales | desde 2016-17 hay 3 divisiones nacionales y 2 regionales | desde 2016-17 hay 3 divisiones nacionales y 2 regionales |
| 2016/17   |          |          |          |          | 2        |          |          |          |          | División 3                                               | 61                                                       |                                                          |
| 2017/18   |          |          |          | 12       |          |          |          |          |          | División 2                                               | 31                                                       |                                                          |
| 2018/19   |          |          |          | 5        |          |          |          |          |          | División 2                                               | 51                                                       |                                                          |
| 2019/20   |          |          |          | 4        |          |          |          |          |          | División 2                                               | 44                                                       |                                                          |
| 2020/21   |          |          |          |          |          |          |          |          |          | División 2                                               |                                                          | Cancelada por Covid-19                                   |
| 2021/22   |          |          |          | 5        |          |          |          |          |          | División 2                                               | 49                                                       |                                                          |
| 2022/23   |          |          |          | 7        |          |          |          |          |          | División 2                                               | 53                                                       |                                                          |
| 2023/24   |          |          |          | 18       |          |          |          |          |          | División 2                                               | 22                                                       | descenso                                                 |